# Awaiting On You All
Awaiting On You All è un brano musicale di George Harrison incluso nel suo triplo album All Things Must Pass del 1970.

## Il brano
Insieme al singolo My Sweet Lord, è tra le canzoni dal contenuto maggiormente religioso di All Things Must Pass, e l'incisione è un tipico esempio dell'influenza del produttore Phil Spector sull'album, a causa del suo arrangiamento in pieno stile "Wall of Sound". Harrison registrò la traccia a Londra accompagnato da vari musicisti, compresi Eric Clapton, Bobby Whitlock, Klaus Voormann, Jim Gordon e Jim Price – con molti dei quali era andato in tournée, come Delaney & Bonnie, nel dicembre 1969, mentre era ancora ufficialmente un membro dei Beatles. Musicalmente, la composizione riflette l'accostamento di Harrison alla musica gospel, a seguito della sua produzione discografica di alcuni lavori di Billy Preston e Doris Troy, artisti sotto contratto con la Apple Records.
Nel testo di Awaiting on You All, Harrison propugna una diretta relazione personale con Dio piuttosto che l'attenersi ai precetti di una religione organizzata. Influenzato sia dalla sua frequentazione dell'associazione di devoti Hare Krishna, nota come Radha Krishna Temple, sia dai concetti della filosofia Vedānta ispirata agli insegnamenti di Swami Vivekananda, Harrison canta il nome di Dio come mezzo per purificarsi e liberarsi dalle impurità del mondo materiale. Pur riconoscendo la validità di tutte le fedi, in sostanza, le sue parole criticano esplicitamente il Papa e il materialismo percepito nella Chiesa cattolica - un verso che EMI e Capitol Records omisero dai testi scritti all'interno dell'album. Inoltre, egli mette in discussione anche la validità della campagna di John Lennon e Yōko Ono del 1969 in favore della pace mondiale, riflettendo una significativa divergenza filosofica e di opinione con l'ex compagno nei Beatles.
Alcuni critici hanno indicato Awaiting on You All come uno dei migliori brani di All Things Must Pass; lo scrittore e critico Richard Williams ha paragonato la canzone, dal punto di vista della produzione, alla "spectoriana" River Deep - Mountain High, di Ike & Tina Turner.

### Composizione e significato

Paolo VI, criticato da Harrison nel testo della canzone

Nel corso di un'intervista radiofonica dell'ottobre 1974 concessa a Alan Freeman, Harrison ricordò di aver composto Awaiting on You All mentre si preparava per andare a letto, e la descrisse una canzone che gli "era venuta facile". Nella sua autobiografia, I, Me, Mine, George scrisse che l'ispirazione per il brano gli era venuta durante la meditazione Yoga, mentre recitava dei mantra. Musicalmente, la traccia contiene elementi di musica gospel e rock. Lo scrittore Simon Leng citò la produzione di Harrison della canzone Sing One for the Lord, incisa da Billy Preston con gli Edwin Hawkins Singers all'inizio del 1970, come elemento "catalizzante" per la nuova composizione. La canzone inizia con un riff di chitarra discendente, ripetuto dopo ogni ritornello.
Nel testo di Awaiting on You All, Harrison sottolinea l'importanza di sperimentare direttamente la spiritualità, mentre respinge la religione organizzata così come i palliativi politici ed intellettuali. L'autore Ian Inglis scrive che i testi riconoscono il valore di tutte le fedi religiose, poiché Harrison canta che la chiave di qualsiasi religione è "aprire il cuore" delle persone. Il ritornello afferma che per proclamare la propria libertà individuale dal mondo materiale basta "cantare il nome del Signore", implicando così l'esistenza di una singola divinità che può essere chiamata con diversi nomi a seconda della fede.

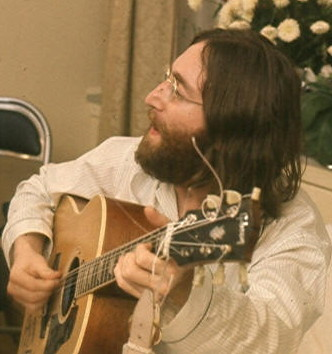
John Lennon, fotografato durante il suo "Bed-in per la pace" a Montreal del 1969

Le tre strofe della canzone forniscono una lista di elementi o concetti che non sono necessari alla realizzazione spirituale. La strofa d'apertura: «You don't need no love-in / You don't need no bed pan» – è una critica dei Bed-In di John Lennon & Yōko Ono in favore della pace mondiale del 1969. Alcuni commentatori hanno voluto riscontrare in queste parole la possibilità di una presunta frizione nata tra Harrison e Lennon in tempi recenti, mentre altri interpretano questa "frecciatina" come una presa in giro delle attività della coppia John & Yoko considerate solo "masturbazioni politico-intellettuali". Nel corso di un'intervista dell'aprile 1970 rilasciata a una radio di New York, Harrison volle sottolineare le differenze ideologiche tra lui e Lennon: «Questo è quello che non approvo in John; ... Io non penso che possa essere possibile ottenere la pace andandosene in giro a urlare: GIVE PEACE A CHANCE, MAN!; ... [invece] prima metti ordine in casa tua; affinché una foresta sia verde, ogni albero deve essere verde.»
Nella seconda strofa, Harrison canta dell'inutilità di passaporti e documenti vari per quelli che vogliono "vedere Gesù", in quanto non serve viaggiare in capo al mondo perché un "cuore aperto" rivelerà la presenza di Cristo "dentro di noi".
Nell'ultima strofa del brano, Harrison afferma che chiese, templi, testi religiosi e rosari associati alla Chiesa cattolica non possono fungere da sostituti di un rapporto diretto con Dio. Questi simboli delle religioni organizzate "significano cercare nei posti sbagliati", dato che secondo gli insegnamenti della filosofia di Vivekananda, "la scintilla del divino è dentro tutti noi. Ogni persona è quindi il figlio di Dio; ..." L'attacco più diretto è però indirizzato da Harrison espressamente al Papa (all'epoca Paolo VI), con il verso: «While the Pope owns 51% of General Motors / And the stock exchange is the only thing he's qualified to quote us» ("Mentre il Papa possiede il 51% della General Motors / E il tasso di cambio in Borsa è l'unica cosa che è qualificato a citarci"); una critica al materialismo percepito nella Chiesa cattolica.

### Registrazione

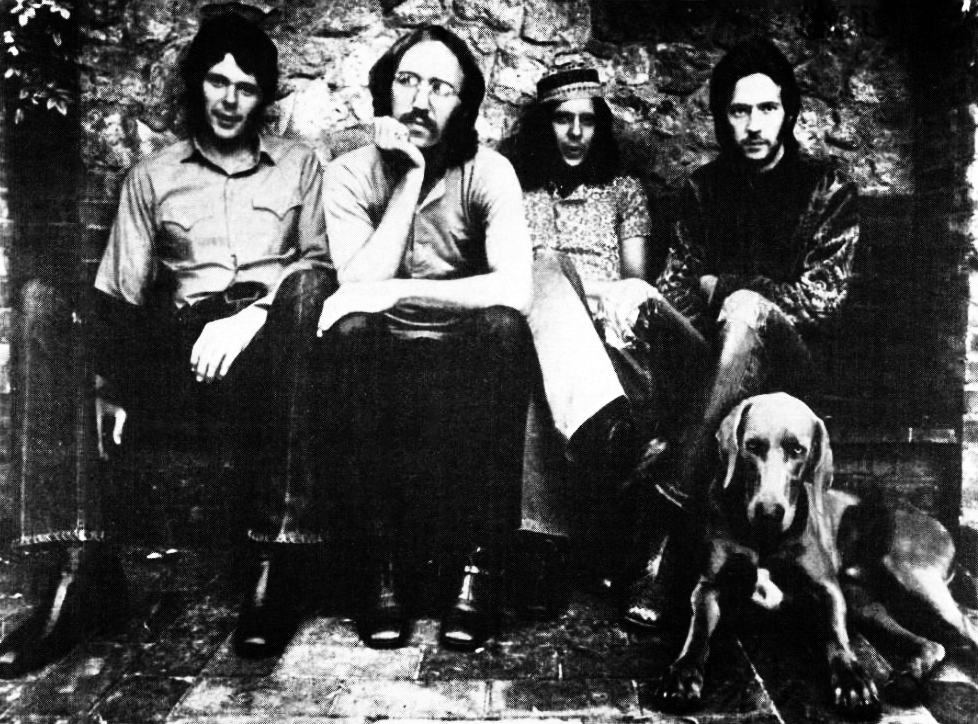
I Derek and the Dominos, incluso Bobby Whitlock (terzo da sinistra), gruppo musicale formato nel 1970 da ex-membri della band di Delaney & Bonnie

La formazione dei musicisti che suonarono nella traccia base incluse George Harrison ed Eric Clapton, alle chitarre elettriche; i bassisti Klaus Voormann e Carl Radle, uno dei quali suonò un basso elettrico a 6 corde; e il batterista Jim Gordon, che formò i Derek and the Dominos con Clapton e Radle durante le sessioni. In aggiunta, Bobby Whitlock, quarto membro dei Dominos – disse di aver suonato l'organo Hammond nella canzone.
Nella sua autobiografia del 2010, Whitlock scrisse che John Lennon & Yoko Ono visitarono lo studio durante le sessioni di registrazione di All Things Must Pass, e che Lennon "rimase sbalordito" dalla musica che Harrison stava registrando. Anche vari devoti Hare Krishna assistevano abitualmente alle sedute in studio; e Phil Spector, in seguito, citò la loro presenza come un esempio della tolleranza ispirata da Harrison nei non credenti, dato che gli eternamente sorridenti Hare Krishna potevano diventare "molto fastidiosi", ma comunque la gente in studio non si lamentava più di tanto della loro presenza. Tra le molte canzoni rimaste inedite provate durante le sessioni di All Things Must Pass, Harrison registrò anche una composizione con testo scritto in Sanscrito intitolata Gopala Krishna, che Simon Leng, biografo di Harrison, descrisse come la "compagna rock" di Awaiting on You All.
Awaiting on You All è una delle canzoni dell'album che più risente dello stile produttivo di Spector, il celebre "Wall of Sound", a causa dell'uso intenzionale del riverbero fatto dal produttore. Tra le molte sovraincisioni effettuate sulla traccia base, Harrison aggiunse molteplici parti di chitarra slide armonizzate fra di loro, mentre Jim Price e Bobby Keys aggiunsero gli strumenti a fiato. Whitlock e Clapton cantano nei cori di sottofondo insieme a Harrison, accreditati sul disco come "The George O'Hara-Smith Singers".
Inoltre, la traccia contiene una prominente parte di percussioni costituita da tamburello e maracas, opera probabilmente di Mike Gibbins (batterista dei Badfinger) o del futuro batterista degli Yes Alan White.

## Formazione
- George Harrison – voce, chitarra elettrica, chitarra slide, cori
- Eric Clapton – chitarra elettrica, cori
- Bobby Whitlock – organo, cori
- Klaus Voormann – basso
- Carl Radle – basso
- Jim Gordon – batteria
- Jim Price – tromba, trombone, arrangiamento fiati
- Bobby Keys – sassofono
- Mike Gibbins – tamburello
- Musicista non accreditato – pianoforte
- Musicista non accreditato – maracas